# Trpimir II de Croacia
Trpimir II fue rey de Croacia desde el 928 hasta el 935. Pertenecía a la dinastía Trpimirović. Era probablemente hijo del duque Muncimir y hermano menor del rey Tomislav.

## Reinado
Tras la muerte de Simeón I de Bulgaria, Bizancio ya no necesitaba el apoyo militar de Croacia y rescindió la alianza que tenía con ella. Anteriormente, había dependido en gran medida de los croatas para acosar a Simeón desde el oeste. A pesar de los logros de rey Tomislav al detener la expansión de Bulgaria, Bizancio abolió la autoridad croata sobre el Thema de Dalmacia, que volvió a administrar directamente. Sin embargo, la autoridad bizantina en la región era teórica.
La desavenencias con los bizantinos no fueron el único problema de Trpimir: el papa León VI eliminó la Diócesis de Nin en el 928 y destinó al obispo Grgur a Skradin, gesto que para los proeslavos de la larga disputa entre los obispados de Split y Nin supuso un amargo revés.
De Administrando Imperio menciona que, en tiempos de Trpimir, Croacia tenía una flota mercante notable que comerciaba por todo el mar Adriático.
Fue el padre de Krešimir I.